# Boleslav 1. af Polen
Boleslav 1. af Polen (polsk: Bolesław I Chrobry) (967 – 17. juni 1025) var  prins af Polen og Tjekkiet og fra 992 konge af Polen.
Sigvald Jarl var gift med Boleslaus' datter Astrid. Sven Tveskæg blev gift med Gunhild (Świętosława), en anden af Boleslaus' søstre, og Boleslaus selv blev gift med Tyra Haraldsdatter, Svends søster.